# Arenaria haitzeshanensis
Arenaria haitzeshanensis är en nejlikväxtart som beskrevs av Y.W. Tsui och Cheng Yih Wu. Arenaria haitzeshanensis ingår i släktet narvar, och familjen nejlikväxter. Inga underarter finns listade i Catalogue of Life.